# علي بوظو
علي بن عبد الوهاب بوظو (1916 – 14 كانون الأول 1985) سياسي وبرلماني سوري من دمشق وأحد مؤسسي حزب الشعب.

## ولادته وتحصيله
علي بوظو من مواليد حي الأكراد في دمشق 1916م درس في مدارس دمشق منها. مدارس التجهيز والكلية العلمية الوطنية ومعهد الحقوق العربي في دمشق. حاصل على إجازة بالحقوق. أحد أشهر الزعماء الوطنيين في سورية.

## عمله ووظائفه
- عضواً مؤسساً في حزب الشعب مع رشدي الكيخيا وناظم القدسي.
- انتخب بالنيابة عن دمشق الدورة (1949م– 1954م).[3][4]
- انتخب أميناً عاماً لحزب الأحرار.

- عيّن مندوب الحزب في مؤتمر فالوغا في لبنان.

- ترأس جريدة الشعب التي أصدرها الحزب.
- في عام 1958 انتخب عضواً في الاتحاد القومي.
- انتخب أميناً عاماً لحزب الشعب.
- انتخب عضواً في لجنة الدستور.
- عيّن وزيراً للزراعة في حكومة ناظم القدسي الثالثة الثامن من أيلول 1950 و حتى السابع والعشرين من آذار 1951م.
- وزيراً للاقتصاد الوطني في حكومة معروف الدواليبي الأولى من الثامن والعشرين من تشرين الثاني عام 1951 حتى الأول من كانون الأول عام 1951م.
- ثم وزيراً للداخلية في حكومة صبري العسلي الأولى التي تشكّلت في مطلع آذار عام 1954م.[5][6]

- اسندت إليه مهام الإشراف على مديرية الدعاية و الأنباء و الإذاعة و الأوقاف.

- سمي عضواً في  مجلس الأمة – الإقليم الشمالي (سورية) 1960 – 1961م.[7]

## وفاته
توفي علي بوظو في دمشق عن عمر ناهز 69 عاماً يوم 14 كانون الأول 1985.